# 夏侯覇
夏侯 覇（かこう は）は、中国三国時代の魏・蜀漢に仕えた武将。字は仲権。豫州沛国譙県の人。父は夏侯淵。兄は夏侯衡。弟は夏侯称・夏侯威・夏侯栄・夏侯恵・夏侯和。娘は晋の羊祜の夫人。また、子が数人いた。

## 生涯
幼少の頃の事は定かではないが、裴松之が引く『魏略』（典略）によると、蜀漢の創業の功臣である張飛の妻（187年生まれ）が覇の族妹（遠縁で同年代の親族で年下）として記載されており、187年以前に誕生したと推定されている。魏の名門夏侯一族の中でも弓馬に傑出し、威・和・恵・栄らの弟たちと共に、その秀才ぶりが謳われていたという。建安24年（219年）、定軍山の戦いで父と弟の夏侯栄を劉備軍の黄忠に斬られた事から、夏侯覇は常に亡父の復讐の機会を窺っていた事が伝えられている。黄初年間、偏将軍に任命され、関内侯に任じられた。太和4年（230年）に、曹真が蜀征伐を行なった際には先鋒を務め、蜀軍の包囲を受けて危機に陥ったが、運良く援軍が到着したため、何とか危機を脱した。
後に右将軍、転じて征蜀護軍に昇進した。正始8年（247年）、隴西・南安・金城・西平にて大規模な羌族の反乱が起きた為、夏侯覇は諸軍を率いて為翅に駐屯した。蜀漢の姜維はこの反乱に呼応して出撃し、夏侯覇の軍を攻撃しようとしたが、それを読んだ郭淮が救援に来たため姜維は撤退した。夏侯覇は各反乱軍を郭淮の指揮のもと撃破した。敗れた治無戴・白虎文らの反乱軍は蜀に降伏をしようとしたため、再び姜維・廖化らが出撃してきた。姜維は治無戴の救援に向かったが、郭淮が廖化を諸軍を率いて攻撃しようとしたため、急ぎ廖化の救援に戻った。夏侯覇・郭淮は姜維と戦ったが敗れ（華陽国志・劉後主志）、姜維は治無戴らを迎えたうえで蜀に帰還した。
嘉平元年（249年、蜀漢の暦では延熙12年）に司馬懿が曹爽を誅殺し、曹爽の従弟夏侯玄も朝廷に召喚される（後に殺害）という事件が起こった。夏侯玄は夏侯覇の従子（一族の中で一つ下の世代）に当たる続柄である。さらに仲の悪かった郭淮が、夏侯玄に代わって後任の征西将軍となった。これらの事で自らの身に危険が及ぶことを恐れ、同年の内に蜀漢へ亡命した。
上述の通り、蜀漢の劉禅の皇后が張飛と夏侯覇の親族の間に誕生した娘であったことから、夏侯覇は蜀漢で手厚く持てなされ、すぐに車騎将軍に任じられた、とある。車騎将軍就任後、当時蜀の名将として知られていた張嶷に近づき、親交を深めようとしたが、性急に仲良くしようとしていることを窘められている。
それ以降の事績については、延熙18年（255年）に姜維と共に狄道に出て、魏の王経を大破した戦果（狄道の戦い）と陳祇の死（258年）より後の死没が伝えられるのみである。「趙雲伝」によると、関羽らに諡号が贈られた景耀3年（260年）以前に諡が贈られたという記述が確認できることから、この時は既に死去していたことが判断される。また「張翼伝」には、景耀2年（259年）に廖化と張翼が左右の車騎将軍に任じられたという記述があり、夏侯覇が死去して空席になった事が推測される。
なお、夏侯覇の子たちは夏侯覇が蜀に亡命した後、元勲夏侯淵の子孫ということで恩赦を受け、楽浪郡に流されたという。

## 『三国志演義』
小説『三国志演義』では夏侯淵の長子となっているが、字の「仲権」が次男であることを示すため矛盾が生じている（伯仲叔季）。初登場は長坂の戦いで、張飛に突き落とされ河へ転落する。ただしこの「夏侯覇」は、同姓同名の別人という見方もあり、版本によっては「夏侯傑」という完全な別人として登場している。同一人物であったとしてもその後は、諸葛亮の北伐に際して司馬懿により推挙されるまで20年以上もの間、出番がない。
蜀に亡命してからは、姜維の参謀として北伐に幾度となく参加するが、第八回目の戦いで空城の計にかかり戦死してしまっている。

## 夏侯覇を題材とした作品
小説
- 白日、斜めなり（田中芳樹）